# 김민주 (성우)
김민주(1993년 2월 28일~현재)는 대한민국의 남자 성우이다. 2015년 대원방송 성우극회 공채 6기로 입사하였다.

## 출연작품

### 애니메이션
- 12영웅전사 - 우스, 마왕
- 굴뚝마을의 푸펠 - 데니스
- 내 친구 호비 - 호비 할아버지, 페로 아빠
- 나의 히어로 아카데미아 - 네즈, 세로 한타, 스나이프 외
- 듀비카 (대원방송) - 베어 외
- 드래곤볼 슈퍼 (대원방송) - 샴파, 피라후
- 스타크로스 (대원방송) - 소닉
- 심쿵! 프리큐어 - 글러
- 오소마츠 6쌍둥이 - 에스퍼 냥코 외
- 아따맘마 2023 (브라보키즈) - 김한돌
- 원피스 Original - 용돌이, 카포네 벳지, 제오, 샬롯 오페라, 킹바움
- 원피스 스탬피드 - 카포네 벳지
- 와일드 로봇 - 브라이트빌
- 플랜더스의 개 (대원방송) - 코제트
- 캐치! 티니핑 (KBS) - 노라핑
- 시간여행자 루크 - 조연
- 포켓몬스터 W - 렌지
- 루카 - 귀도, 성직자, 브란치노 아저씨
- 퇴마록 - 벽공 / 마가호법

### 영화 애니 더빙
- 전설의 고향 구미호 (KBS) - 호태

### 영화 더빙
- 드래곤 길들이기 - 스파잇라웃 요르간슨

### 특수촬영 드라마
- 가면라이더 드라이브 - 로이뮤드 007, 안마 어설트 외
- 가면라이더 고스트 - 유하, 재료 안마/큐비 외
- 가면라이더 이그제이드
- 파워레인저 닌자포스
- 파워레인저 애니멀포스
- 가면라이더 리바이스 - 오한빈

### 오디오 드라마
- 룬의 아이들 윈터러 - 란지에 로젠크란츠
- 체크메이트 - 정은성

### 게임
- 던전앤파이터 - 이시스-프레이, 스레니콘, 야수 스림, 녹슨검 줄리앙
- 애프터라이프 - 시안
- 신도 야근을 하나요? - 서은한